# Comté de Wayne (New York)
Pour les articles homonymes, voir Comté de Wayne.
Le comté de Wayne est l'un des 62 comtés de l'État de New York, aux États-Unis. Son siège est Lyons.

## Communautés
Le comté ne compte aucune grandes villes ("cities"). Il y a 15 petites villes ("towns") et sept villages.

### Petites villes
- Arcadia
- Butler
- Galen
- Huron
- Lyons
- Macedon
- Marion
- Ontario
- Palmyra
- Rose
- Savannah
- Sodus
- Walworth
- Williamson
- Wolcott

### Villages
- Clyde
- Newark
- Palmyra
- Red Creek
- Sodus
- Sodus Point
- Wolcott

### Census-designated places
- Gananda
- Lyons (siège du comté)
- Macedon
- Marion
- North Rose
- Ontario
- Pultneyville
- Savannah
- Walworth
- Williamson

### Autres communautés
Le comté de Wayne comprend plusieurs unincorporated communities. La plupart sont considérés comme des hameaux.
- Alloway
- Alton
- Angells Corners
- Bear Creek
- Bonnie Castle
- Butler Center
- Desbrough Park
- East Bay Park
- East Palmyra
- East Williamson
- Evans Corner
- Fairville
- Fairville Station
- Fort Hill
- Furnace Village
- Furnaceville
- Glenmark
- Huddle
- Huron
- Hydesville
- Joy
- Lake Bluff
- Lakeside
- Lincoln
- Lock Berlin
- Lockpit
- Lummisville
- Macedon Center
- Marbletown
- Marengo
- Minsteed
- Mud Mills
- Noble Corner
- North Huron
- North Macedon
- North Wolcott
- Ontario Center
- Ontario-on-the-Lake
- Owls Nest
- Pilgrimport
- Resort
- Rice Mill
- Rose
- Shaker Heights
- Shephards Corner
- Sodus Center
- South Butler
- South Sodus
- Sunset View
- Thorntons Corner
- Union Hill
- Wallington
- Wayne Center
- Wayneport
- West Butler
- West Walworth
- Westbury
- Yellow Mills
- York
- Zurich